# Fairytalest
Título a ser usado para criar uma ligação interna é Fairytalest.
Fairytalest foi o primeiro álbum de estúdio do cantor e compositor Alexander Rybak, o álbum foi lançado na Noruega e na maior parte da Europa em 29 de maio de 2009.

## Faixas
| #  | Título                      | Escritor                                    | Tempo |
| -- | --------------------------- | ------------------------------------------- | ----- |
| 1. | "Roll With the Wind"        | Mårten Eriksson, Lina Eriksson              | 3:34  |
| 2. | "Fairytale"                 | Alexander Rybak                             | 3:05  |
| 3. | "Dolphin"                   | Alexander Rybak                             | 4:16  |
| 4. | "Kiss and Tell"             | Alexander Rybak, Kim Bergseth, Piotr Andrej | 3:20  |
| 5. | "Funny Little World"        | Alexander Rybak                             | 3:46  |
| 6. | "If You Were Gone"          | Henning Sommerro, Alexander Rybak           | 4:31  |
| 7. | "Abandoned"                 | Alexander Rybak, Kirill Moltchanov, Andrej  | 4:09  |
| 8. | "13 Horses"                 | Alexander Rybak                             | 5:42  |
| 9. | "Song from a Secret Garden" | Rolf Løvland                                | 3:30  |